# Iepenbuisjeszwam
De iepenbuisjeszwam (Rigidoporus ulmarius) is een schimmel uit de familie Meripilaceae. Deze necrofiele parasiet komt voor op stammen van oude loofbomen. Hij is bekend van iep, plataan en er zijn enkele meldingen bekend van paardenkastanje. Hij veroorzaakt witrot in de basis en het wortelstelsel van de boom.

## Kenmerken

### Uiterlijke kenmerken
De meerjarige vruchtlichamen zijn knobbelig, wit, hard en vereisen een behoorlijke hoeveelheid kracht om te breken. Oudere lichamen kunnen bedekt zijn met groene algen, of gedeeltelijk bedekt met vegetatie en bladeren, waardoor ze moeilijk te zien zijn. De buisjes zijn 1-5 mm lang in elke laag, roze tot oranje als ze jong zijn, bruin wordend met de leeftijd, elke laag gescheiden door een dunne contrasterende band van wit vlees. Poriën 5-8 per millimeter, rood-oranje vervagend tot klei-roze of vaal met de leeftijd. De sporenprint is wit/crème.

### Microscopische kenmerken
De sporen zijn lichtgeel, bolvormig, 6-7,5 μm in diameter. Deze zwam heeft een monomitisch hyfensysteem. De generatieve hyfen hebben geen gespen.

## Vergelijkbare soorten
De iepenbuisjeszwam lijkt sterk op de essenzwam. 
De essenzwam:
- heeft iets grovere poriën
- groeit vaak groepsgewijs rond de stamvoet
- groeit zelden hoog tegen de stam
- de hoed is vaak geel in de zomer en kan in de winter donkerder worden, soms bijna zwart.

## Verspreiding
De iepenbuisjeszwam komt voor Europa, Amerika (Noord,Midden,Zuid), Afrika, Azië en Australië. In Nederland komt de iepenbuisjeszwam zeer zeldzaam voor. Hij staat op de rode lijst in de categorie 'gevoelig'.

## Foto's

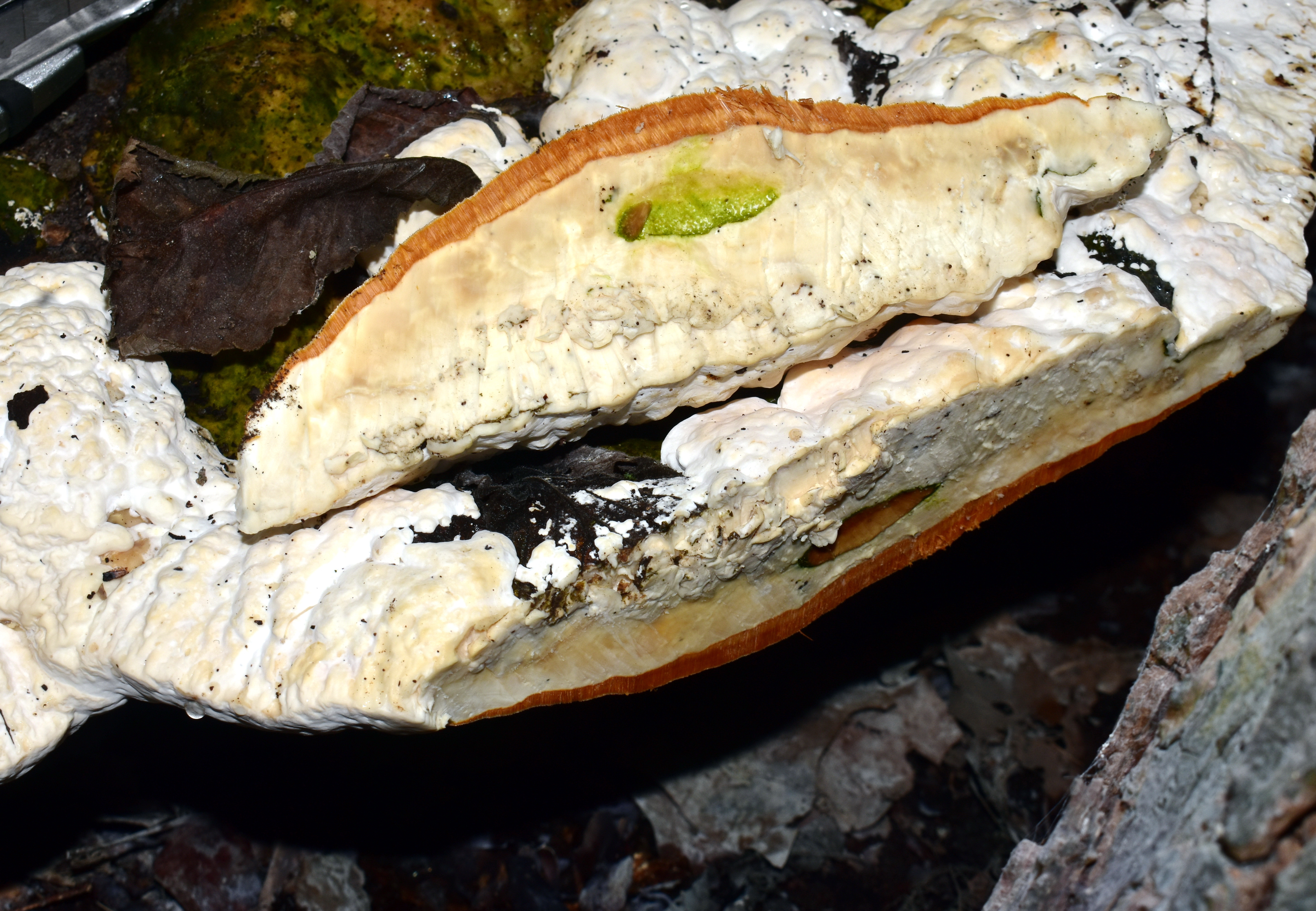
Taartpunt afgesneden
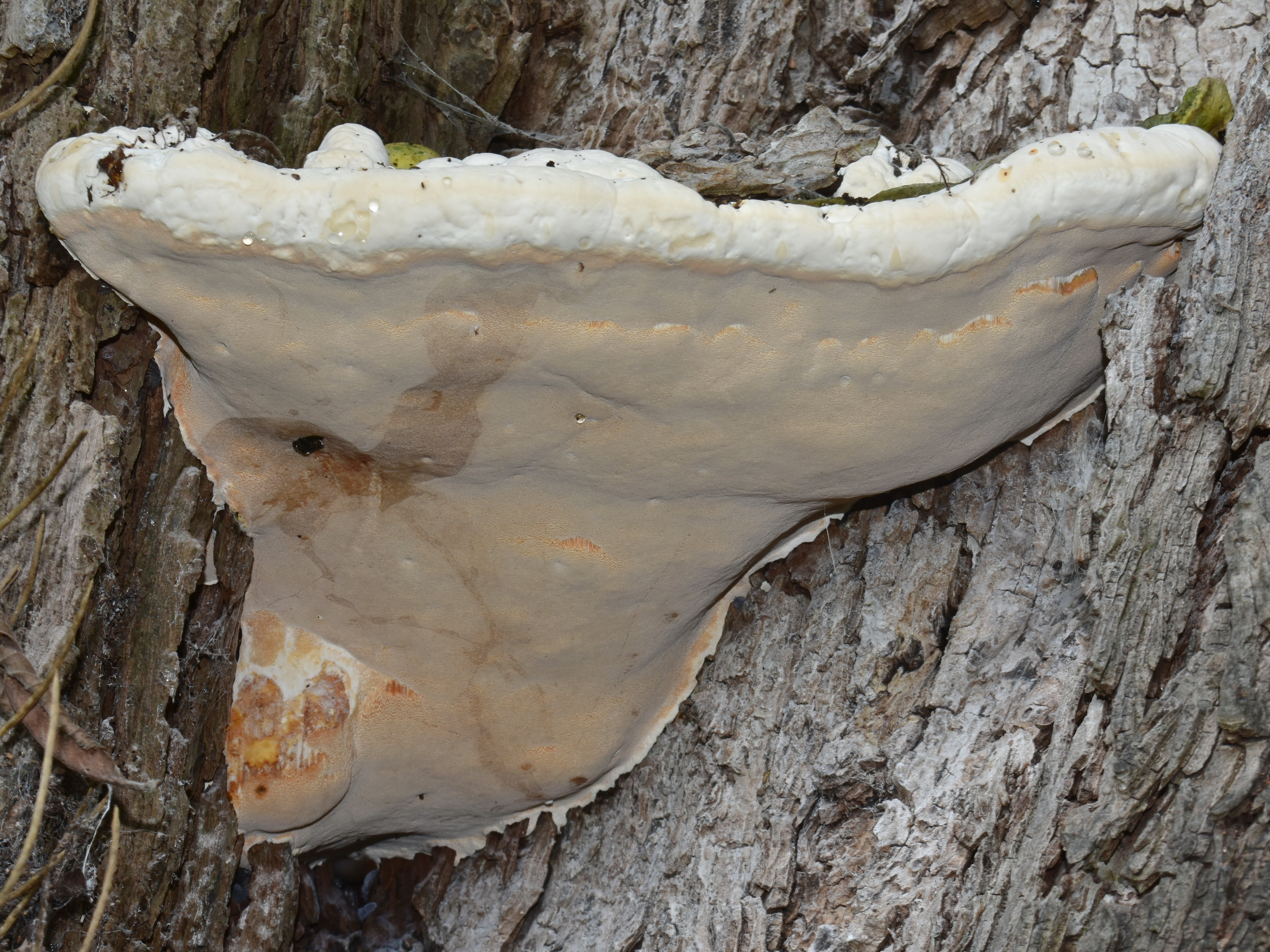
Onderzijde
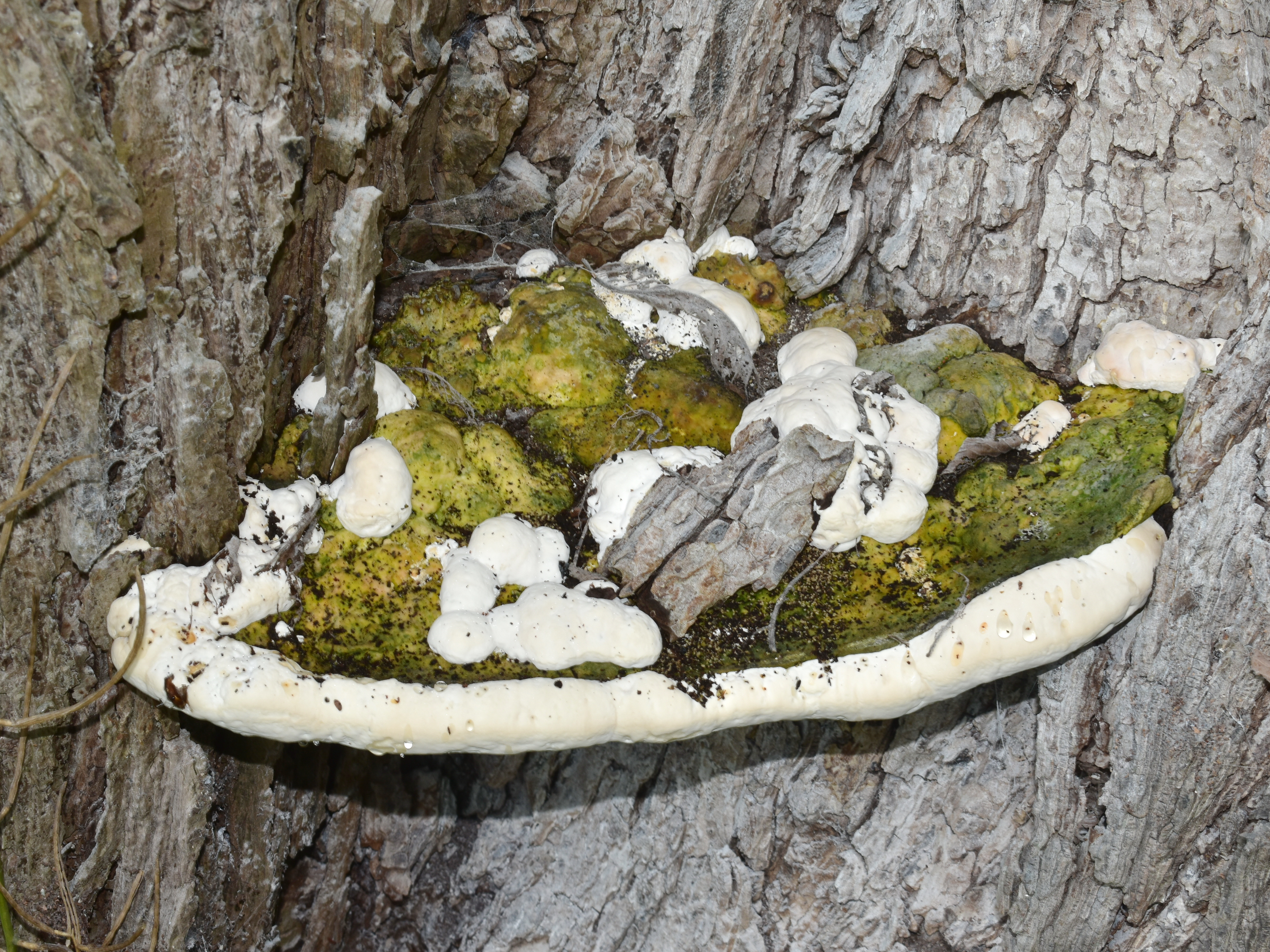
Bovenzijde met algen
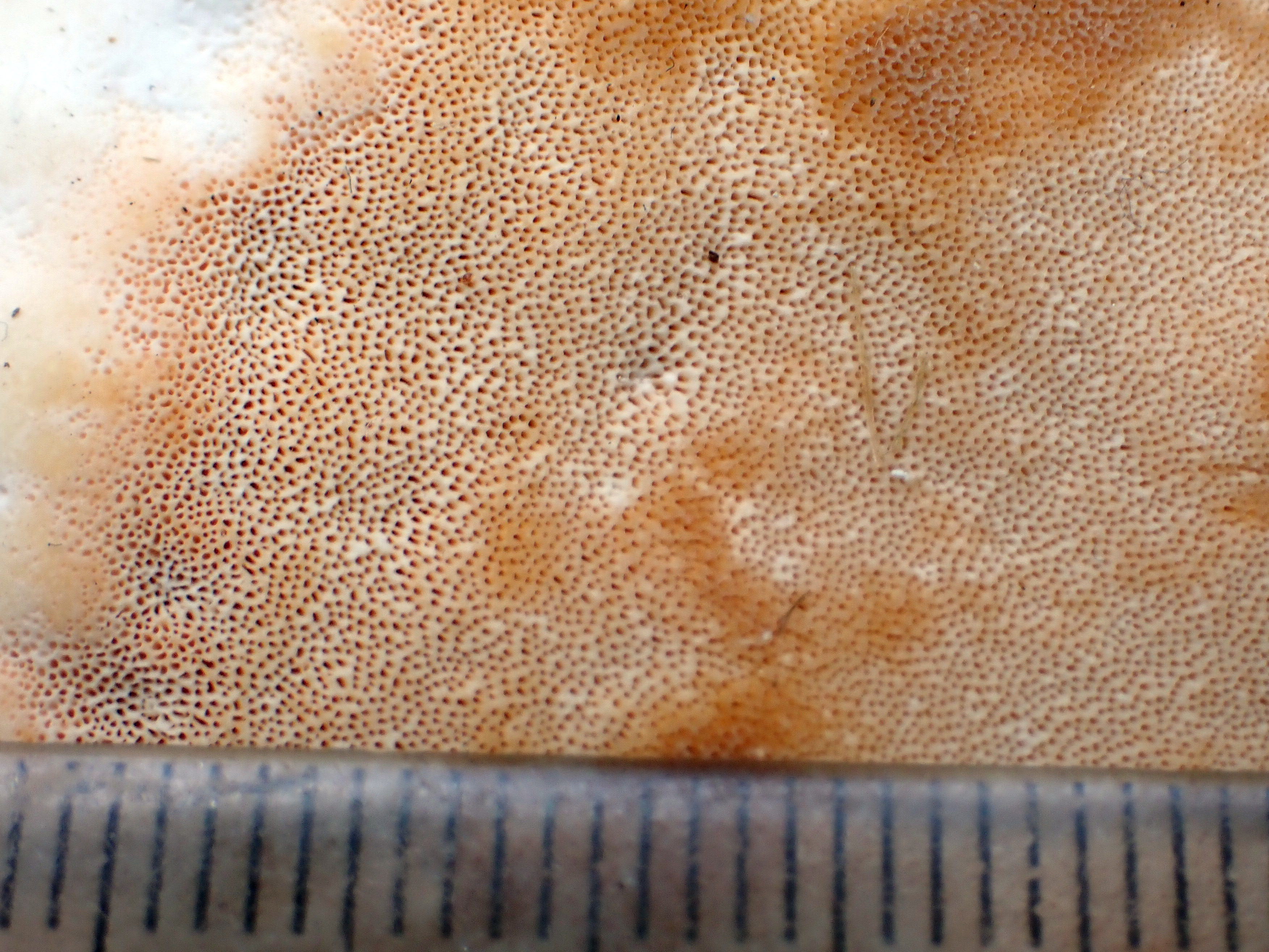
poriënlaag